# Publications Mathématiques de l’IHÉS
Publications Mathématiques de l'IHÉS — один из наиболее престижных математических журналов. 
Издаётся Институтом высших научных исследований при поддержке Национального центра научных исследований.
Журнал основан в 1959 году и выходил через нерегулярные промежутки времени, от одного до пяти томов в год. Сейчас издаётся два раза в год.
По состоянию на 2016 год, главный редактор — Клэр Вуазен.

## Показатели
- За период 2011—2015 годов MCQ журнала составил 4.09. По этому показателю он является лучшим журналом по чистой математике.